# 七條書

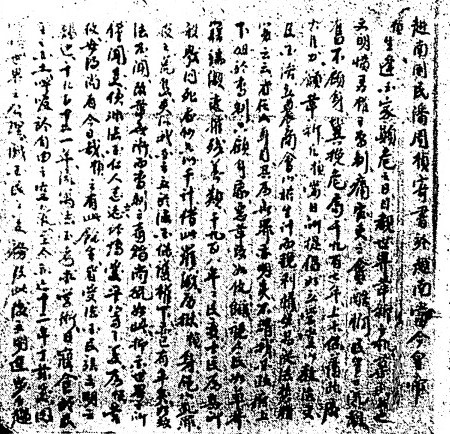
七條書原文

七條書，是越南獨立運動家潘周楨1922年在馬賽寄給正在法國訪問的傀儡皇帝阮福寶嶹的公開信，以“越南國民潘周楨寄書於越南當今皇帝”開頭，斥責寶嶹有妄自尊大、獎懲不公、愛受磕頭、驕奢淫逸、奇裝異服、四處遊蕩、竄訪法國七條大罪，全信用文言文寫成，並翻譯成法語在報紙上發表。